# 横須賀産業
横須賀産業（よこすかさんぎょう）は、神奈川県横須賀市で軍手・軍足の製造・販売から発展したスーパーマーケット。
ディスカウント性を持つ総合スーパーの「ヨコサン」や小型コンビニエンスストアの「ワイマート」、小型生鮮食品店の「フレッシュボックス」などを展開し、直営店の他にフランチャイズも展開していた。
また、「永井」と共に神奈川県内のスーパーのボランタリーチェーン「トータス」を結成し、17社45店舗で総売上約300億円に達していた。

## 歴史・概要
1962年（昭和37年）2月に資本金100万円で「有限会社横須賀産業」を設立し、軍手・軍足の製造・販売を行ったのが始まりである。
1964年（昭和39年）に横須賀市三春町4-3に移転し、「横須賀産業株式会社」に改組した。
そして、同年に軍手・軍足の製造から撤退し、食料品卸及び自動販売機の販売・運営業に進出した。
1966年（昭和41年）に自動販売機部門を「朝日商事」として独立させ、電気工事部の新設し、食肉卸業務にも進出した。
1968年（昭和43年）にスーパーマーケット事業に進出して、追浜店・武山店・久里浜店の3店舗を開設した。
1969年（昭和44年）に電気工事部を独立させた。
1980年（昭和55年）10月にニチイ（後のマイカル）が60％で当社が40％を出資して「ニチイヨコサン」を設立し、共同で小型食品スーパーの出店を進めた。

## かつて存在した店舗

### 横須賀市
- 追浜店（横須賀市追浜本町1-28[7][1][8]、1968年（昭和43年）11月1日開店[7]）

売場面積425m2
- 天神店（横須賀市追浜本町2-31[9][10]）

売場面積330m2
- 武山店（横須賀市林1-20-7[11]（旧・1195-2[1]）、1968年（昭和43年）2月1日開店[7]）

売場面積325m2
- （初代）久里浜店（横須賀市久里浜4-6-18[1]、1968年（昭和43年）開店[1]）
- （2代目）久里浜店（横須賀市久里浜4-1-2[9]）
- 大浜店（横須賀市久里浜8-8-5[1]）
- 丸花店（横須賀市上町3-53[7][9]、1971年（昭和46年）9月1日開店[7]）

売場面積396m2
- 堀の内店（横須賀市三春町5-42[9]）
- 公郷店（横須賀市公郷町6-101-1[9]）
- 衣笠店（横須賀市衣笠栄町1-13[9]）
- 北久里浜店（横須賀市根岸町4-3[9][10]）

売場面積495m2
- かもめ店（横須賀市鴨居2-20-38[11]）

売場面積222m2
- 船越店（横須賀市船越町1-53[9][10]）

売場面積206m2
- 市役所売店（横須賀市小川町11[9]）
- 汐入店（横須賀市汐入町4-18[9]）
- 池上店（横須賀市池上3-8-11[9]）
- F.B.中央店（横須賀市若松町1-11[9]）
- ハイランド店（横須賀市ハイランド4-2-2[9]、1972年（昭和47年）5月開店[12]）

延床面積1,577m2、売場面積941m2
- 津久井店（横須賀市津久井382[9]）

### 横浜市
- 鶴見店（横浜市鶴見区市場東中町5-11[9]）
- 鶴見本町通店（横浜市鶴見区本町通4-171[9]、1976年（昭和51年）12月開店[13]）

延床面積2,908m2、売場面積1,217m2
- セイコー店（横浜市鶴見区平戸町5-1-8[9]）
- ユニオン元町店（横浜市中区元町4-166[14][9]、1961年（昭和36年）5月1日開店[14]）

売場面積1,670m2
- ユニオンスカイビル店（横浜市西区高島2-19-12 スカイビル1F[15]、1968年（昭和43年）3月開店[16]）

売場面積545m2
- ユニオンワークス店（横浜市金沢区白帆2,5,6[17]、1998年（平成10年）9月4日開店[18]）

### 川崎市
- 宮崎台店（川崎市宮前区宮崎1-9-1[9]）
- 渡田店（川崎市川崎区渡田3-18-20[9]）

### 茅ヶ崎市
- 鶴が台店（茅ヶ崎市鶴が台1114-2[9]、1978年（昭和53年）10月開店[19]）

売場面積332m2
- 浜見平店（茅ヶ崎市松尾6-23[20]、1978年（昭和53年）10月開店[19]）

売場面積283m2

### 三浦市
- 三崎東岡店（三浦市東岡町10-34[9]）
- 三崎営業所（三浦市三崎3-8-4[1]、1966年（昭和41年）開設[1]）

### 葉山町
- 葉山店（三浦郡葉山町堀内851[9]）

### 鎌倉市
- ユニオンシスター鎌倉店（鎌倉市小町1-7-13[16]、1978年（昭和53年）9月開店[16]）

売場面積522m2

### 東京都
- 新代田駅前店（東京都世田谷区羽根木1-1-14[9]）
- ユニオン瀬田店（東京都世田谷区瀬田4-15[16]、1980年（昭和55年）10月開店[16]）

売場面積429m2